# ميجي جينغو

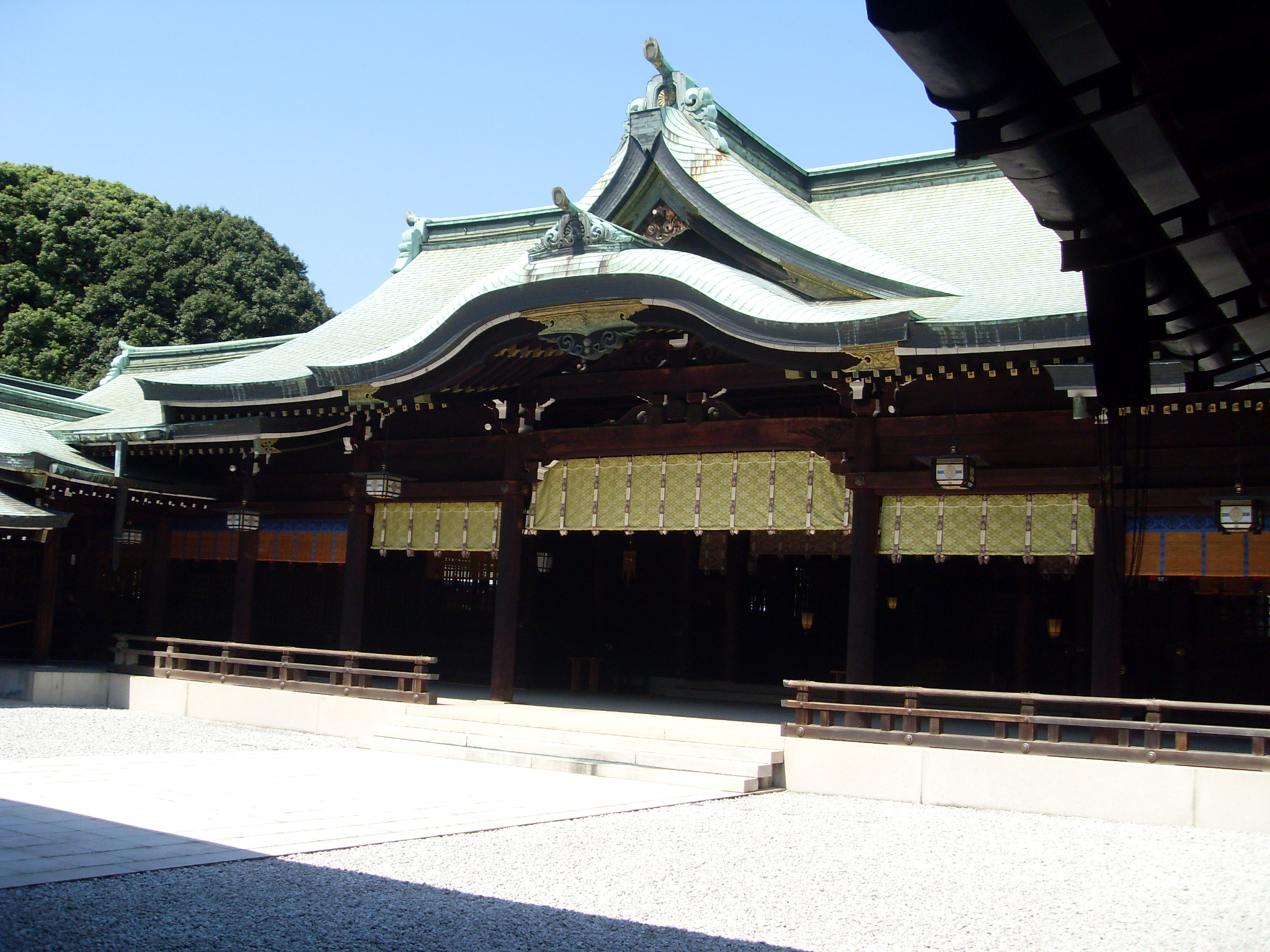
المبنى الرئيسي لضريح ميجي

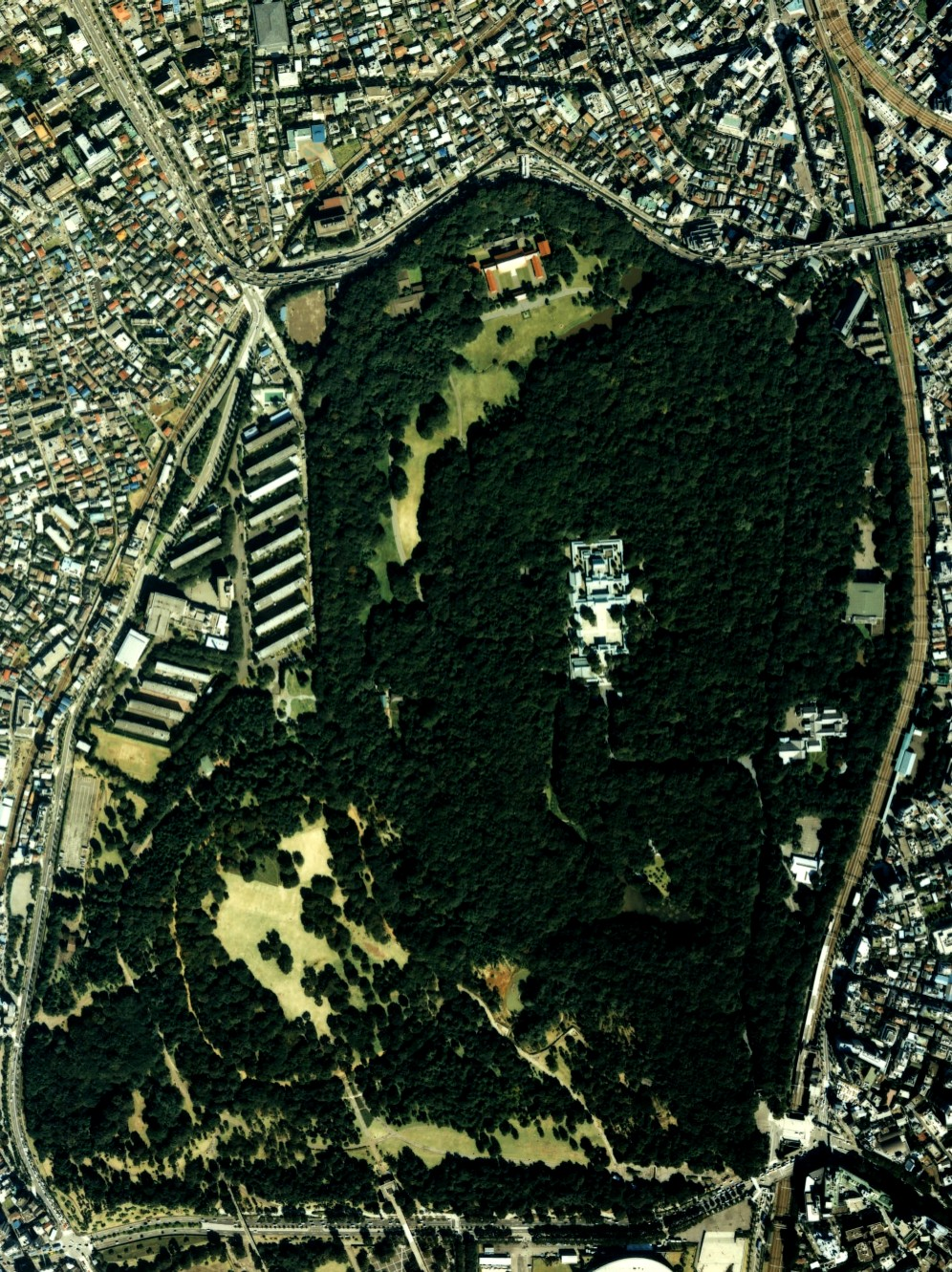
صورة لمعبد ميجي من السماء

ميجي جينغو (باليابانية: 明治神宮) وتعني ضريح ميجي هو ضريح شنتو يقع في شيبويا، طوكيو وهو مخصص لروح الإمبراطور ميجي وزوجته الإمبراطورة شوكن. عندما توفي الإمبراطور ميجي عام 1912 وزوجته الإمبراطورة شوكن عام 1914 قام الشعب الياباني ببناء ضريح ميجي تخليدا لذكرى شخصيتين من أكثر الشخصيات تأثيراً في التاريخ الياباني.

## تاريخ
بعد وفاة الإمبراطور ميجي عام 1912 أقر البرلمان الياباني قرار لتخليد ذكرى الإمبراطور في إصلاح ميجي. تم اختيار مكان الضريح في حديقة كان الإمبراطور والإمبراطور يزورانها في السابق. بدأت عمليات البناء عام 1915 واستمرت حتى عام 1921، وانتهت أعمال بناء الأراضي رسمياً عام 1926. دمر مبنى الضريح الرئيسي أثناء القصف الجوي لطوكيو في الحرب العالمية الثانية، ثم تم إعادة بناءه من التمويل العام في أكتوبر 1958.

## مخطط الضريح
يقع ضريح ميجي في وسط غابة تغطي مساحة حوالي 700.000 متر مربع مغطاة بأكثر من 120.000 شجرة دائمة الخضرة من أكثر 365 نوع والتي تم التبرع بها من قبل المواطنين في كل أنحاء اليابان عندما تم تأسيس الضريح.
يقسم الضريح إلى قسمين رئيسين:

### نايين
نايين هو القسم الداخلي والذي يتوسطه مباني الضريح ويضم متحف الكنوز الذي يحوي مخطوطات للإمبراطور ميجي والإمبراطورة.

### غايين
غايين هو القسم الخارجي والذي يضم معرض صور الإمبراطور ميجي والذي يضم مجموعة من أكثر من 80 لوحة تدور حول حياة الإمبراطور ميجي. كما يضم القسم الخارجي عدد من الصالات الرياضية ومنها الإستاد الوطني وقاعدة ميجي التذكارية.

## وصلات خارجية
- موقع ضريح ميجي باللغة الإنكليزية